# X (2010年公司)
X，前稱為Google X，是一个Google公司營運的秘密研究開發機構，位于加州旧金山湾区。实验室的工作由Google公司联合创始人之一谢尔盖·布林督导。

## 計畫
在2014年中，Google 表示 Google X 有8個計畫專案，包括無人飛機、Google 眼镜、Google Driverless Car、Project Loon。

### 無人飛機
Project Wing是一個使用空中運輸工具快速交付產品的概念，類似於Amazon Prime Air。2014年8月28日公開計畫時，它已經在 Google 發展兩年左右，試驗正在澳大利亞進行。

### 眼镜
Google眼镜是配有光學頭戴式顯示器（OHMD）的可穿戴式電腦，由Google開發，其目標是希望能製造出供給大眾消費市場的普適計算裝置。Google眼鏡以免手持、與智慧型手機類似的方式顯示各種資訊。穿戴者透過自然語言語音指令與網際網路服務聯繫溝通。

### Google Driverless Car（自动驾驶汽车）
Google Driverless Car不需要驾驶者就能启动、行驶以及停止。目前正在测试，已驾驶了48万公里。專案由Google街景的共同发明人塞巴斯蒂安·特龙（Sebastian Thrun）领导。Google 的工程人员使用7辆试验车，其中6辆是丰田普锐斯，1辆是奥迪TT。这些车在加州几条道路上测试，其中包括旧金山湾区的九曲花街。这些车辆使用照相机、雷达感应器和雷射测距机的计算机视觉以觀測其它交通状况，并且使用详细地图来为前方的道路导航。Google 表示，这些车辆比有人驾驶的车更安全，因为它们能更迅速、更有效地作出反应。然而，在所有的测试中，都有人坐在駕駛座上於必要時可以随时控制车辆。2012年4月1日，Google展示了他们的使用自动驾驶技术的赛车，命名为10^100（十的一百次方，稱作「Googol」，即Google的词源）。2012年5月8日，在美国内华达州允许无人驾驶汽车上路3个月后，機動車輛管理局（Department of Motor Vehicles）为Google的无人驾驶汽车颁发了一张合法车牌。出於醒目的目的，无人驾驶汽车的车牌用的是红色。

### Project Loon
Project Loon目的是希望透過架設在離地20公里的熱氣球，成為網路接點，為發展中國家提供廉價及穩定的網路連線。Google X利用了18個月時間研究，終於2013年6月在紐西蘭進行實驗，Google 其後表示希望在澳洲、智利、烏拉圭、巴拉圭及阿根廷形成一個熱氣球網路。

### 其他
- 人工神經網路語音辨識和電腦視覺[13]
- 事物網路，現實世界物體連接到網路的方法
- 長效電池智慧手機[14]

Google X已經否決的專案包括太空電梯，因目前技術不可行。漂浮滑板社會成本太高、噴射背包被認為過於吵雜且浪費能源、瞬間移動被認為違反物理定律。